# Band of Horses
Band of Horses är ett indierockband som bildades 2004 i Seattle, Washington, USA. Bandet bestod ursprungligen av Ben Bridwell, Mat Brooke, Chreighton Barrett samt Rob Hampton.

## Historia
Bandet startades av Ben Bridwell och Mat Brooke, efter att deras tidigare band Carissa's Wierd lade ner. De nådde snabbt stor framgång och fick skivkontrakt hos Sub Pop, efter att de släppt en EP på egen hand 2005. Året efter fick de uppträda på The Late Show with David Letterman, dock utan Mat Brooke som officiellt lämnade bandet 25 juli 2006 för att satsa på sitt andra band, Grand Archives.
Under 2009 var även svensken Ludwig Böss medlem i bandet, men Ben Bridwell meddelade i mars 2010 att så inte längre var fallet. Böss är annars känd från bandet Ray Wonder.

## Diskografi
Studioalbum
- 2006 – Everything All the Time [4]
- 2007 – Cease to Begin
- 2010 – Infinite Arms [5][6]
- 2012 – Mirage Rock
- 2016 – Why Are You OK
- 2022 – Things Are Great

Livealbum
- 2014 – Acoustic at the Ryman

EP
- 2005 – Tour EP
- 2013 – Live P3 Sessions

Singlar
- 2006 – "The Funeral"
- 2006 – "The Great Salt Lake"
- 2007 – "Is There a Ghost"
- 2007 – "No One's Gonna Love You"
- 2010 – "Compliments"
- 2010 – "Factory"
- 2010 – "Laredo"
- 2010 – "Georgia"
- 2011 – "Dilly"
- 2012 – "Knock Knock"
- 2012 – "Cruel Hands Of Time"
- 2012 – "Sonic Ranch Sessions"

## Bandmedlemmar

### Aktuella bandmedlemmar
- Ben Bridwell – sång, gitarr, klaviatur, pedal steel gitarr (2004–)
- Creighton Barrett – trummor (2006–)
- Ryan Monroe – klaviatur (2007–)
- Tyler Ramsey – gitarr, sång (2007–)
- Bill Reynolds – elbas (2007–)

### Tidigare bandmedlemmar
- Chris Early – elbas (2004–2005)
- Tim Meinig – gitarr (2004–2005)
- Sera Cahoone – gitarr (2005)
- Mat Brooke – gitarr, sång (2004–2006)
- Joe Arnone – gitarr, klaviatur (2006–2007)
- Rob Hampton – gitarr (2006-2007), gitarr (2007–2009)
- Matt Gentling – gitarr (2007)
- Robin Peringer – gitarr (2007)
- Ludwig Böss – gitarr (2009–2010)
- Blake Mills – gitarr (???)

### Galleri

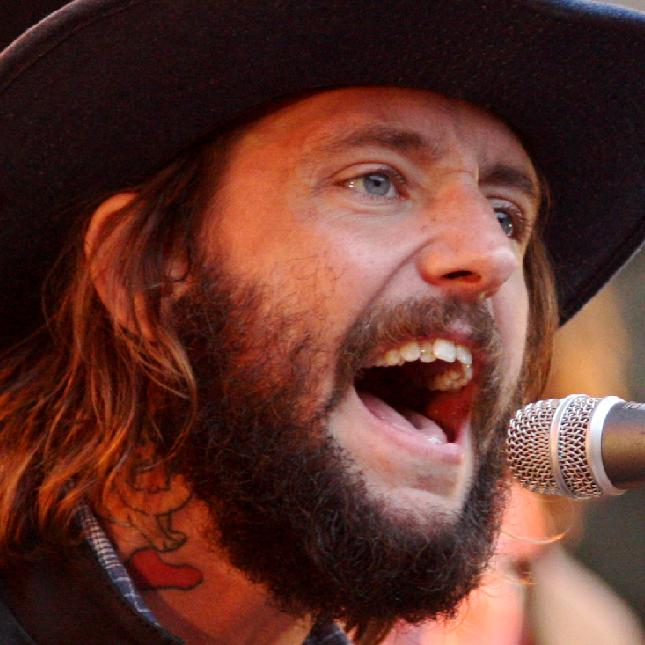
Ben Bridwell
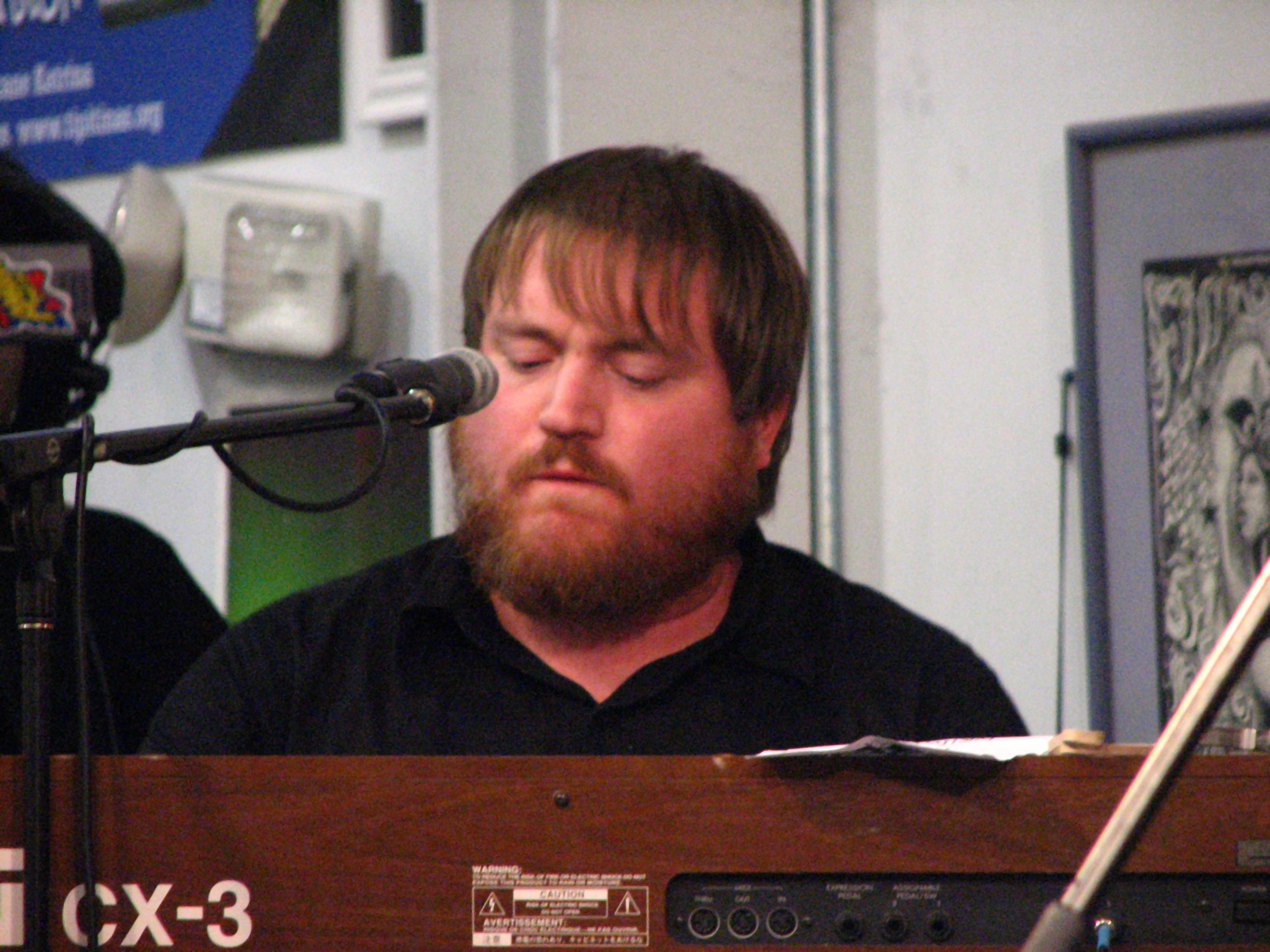
Ryan Monroe
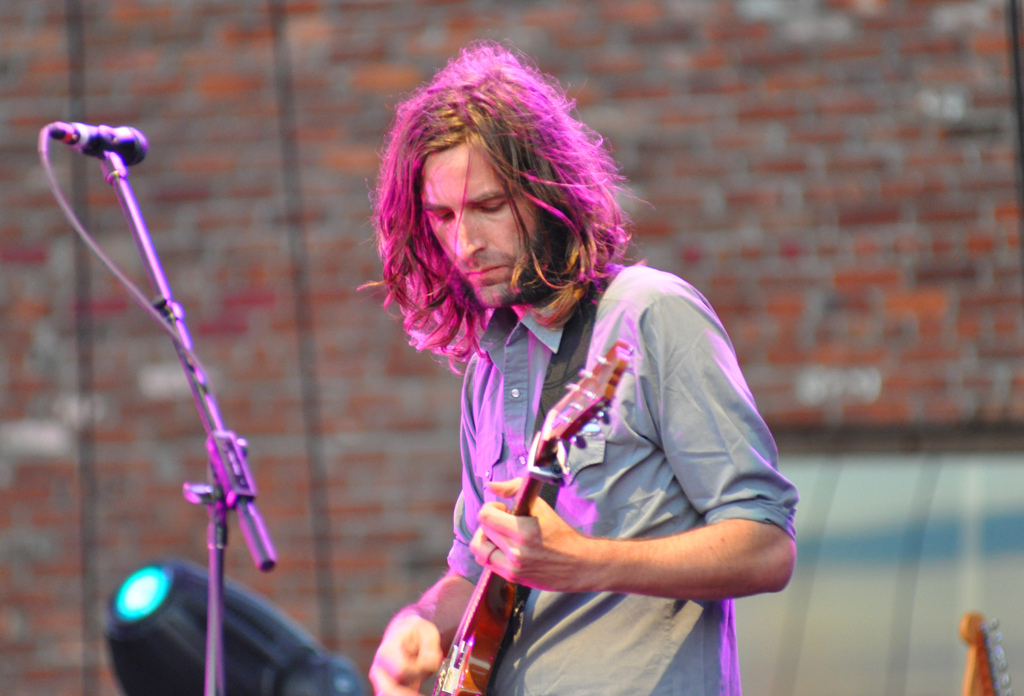
Tyler Ramsey
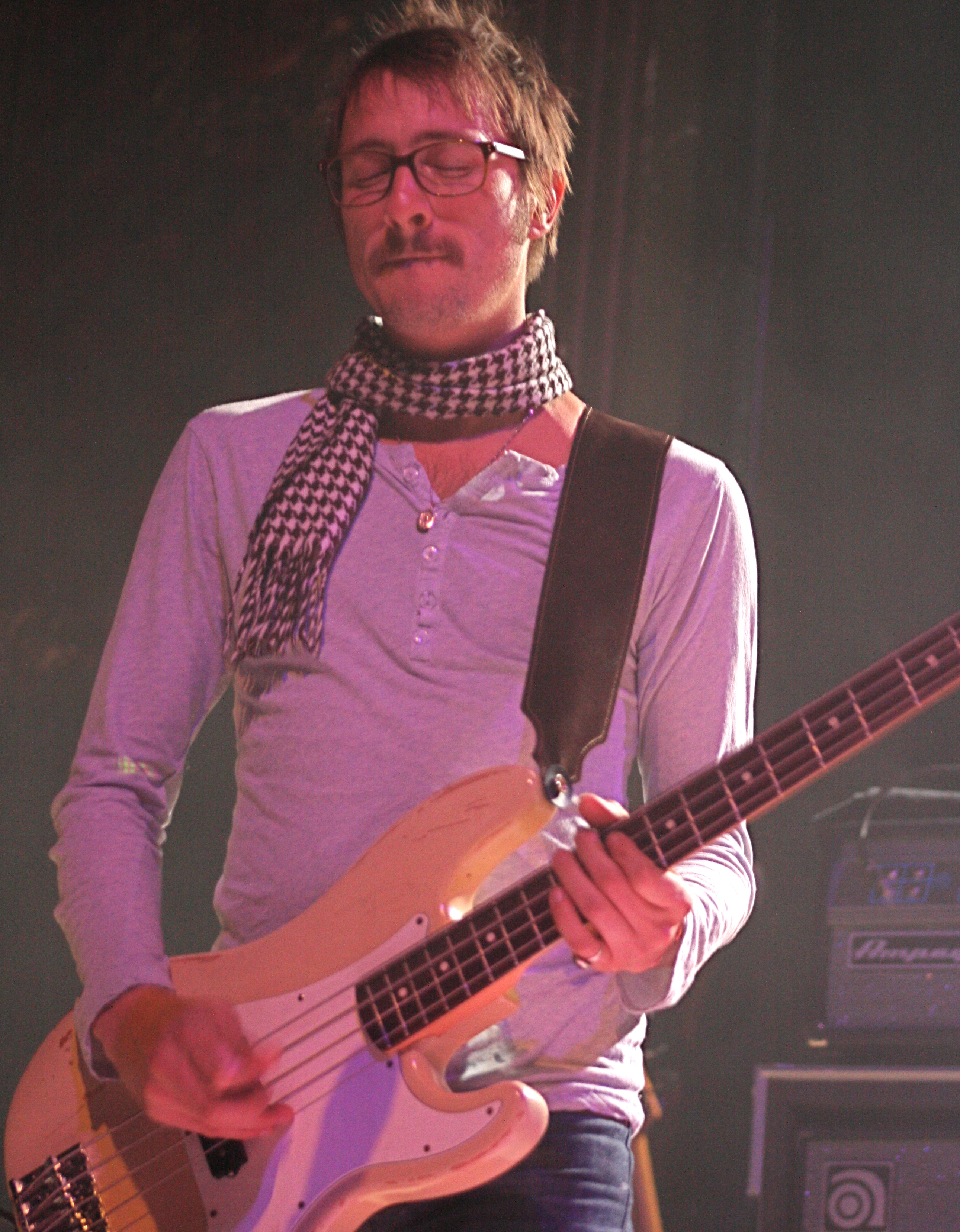
Bill Reynolds
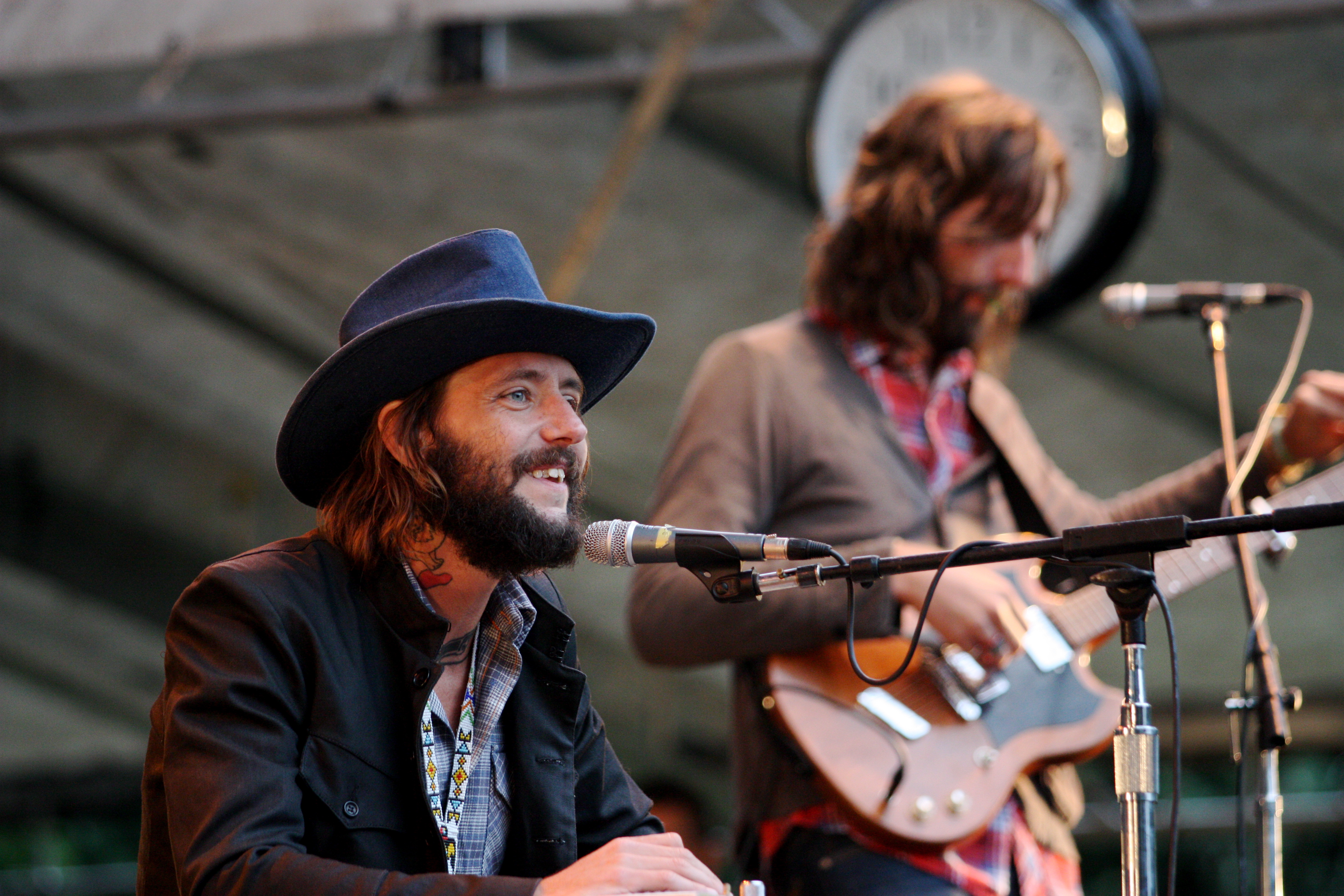
Ben Bridwell och Tyler Ramsey

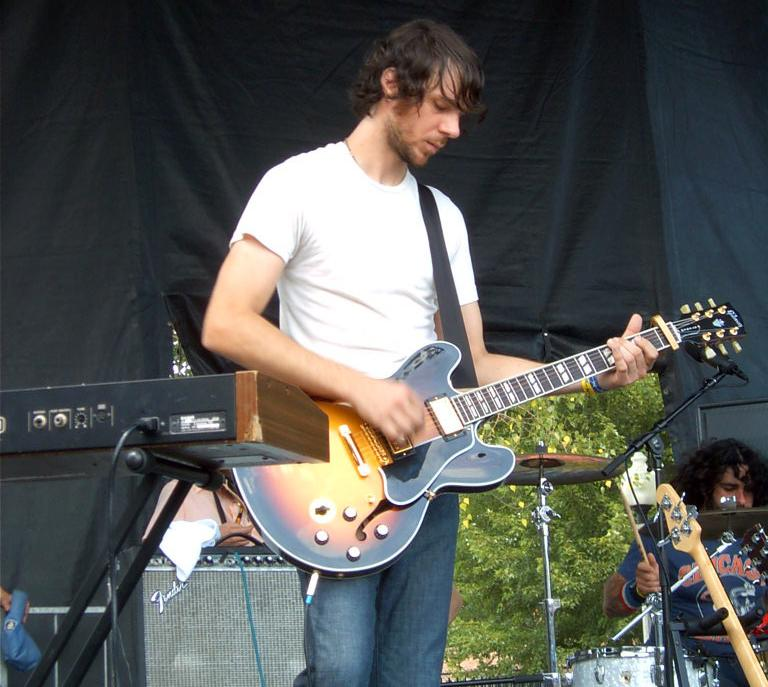
Jo Arnone
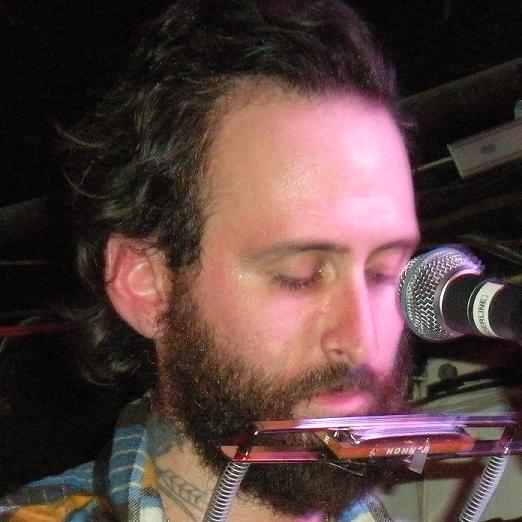
Mat Brooke
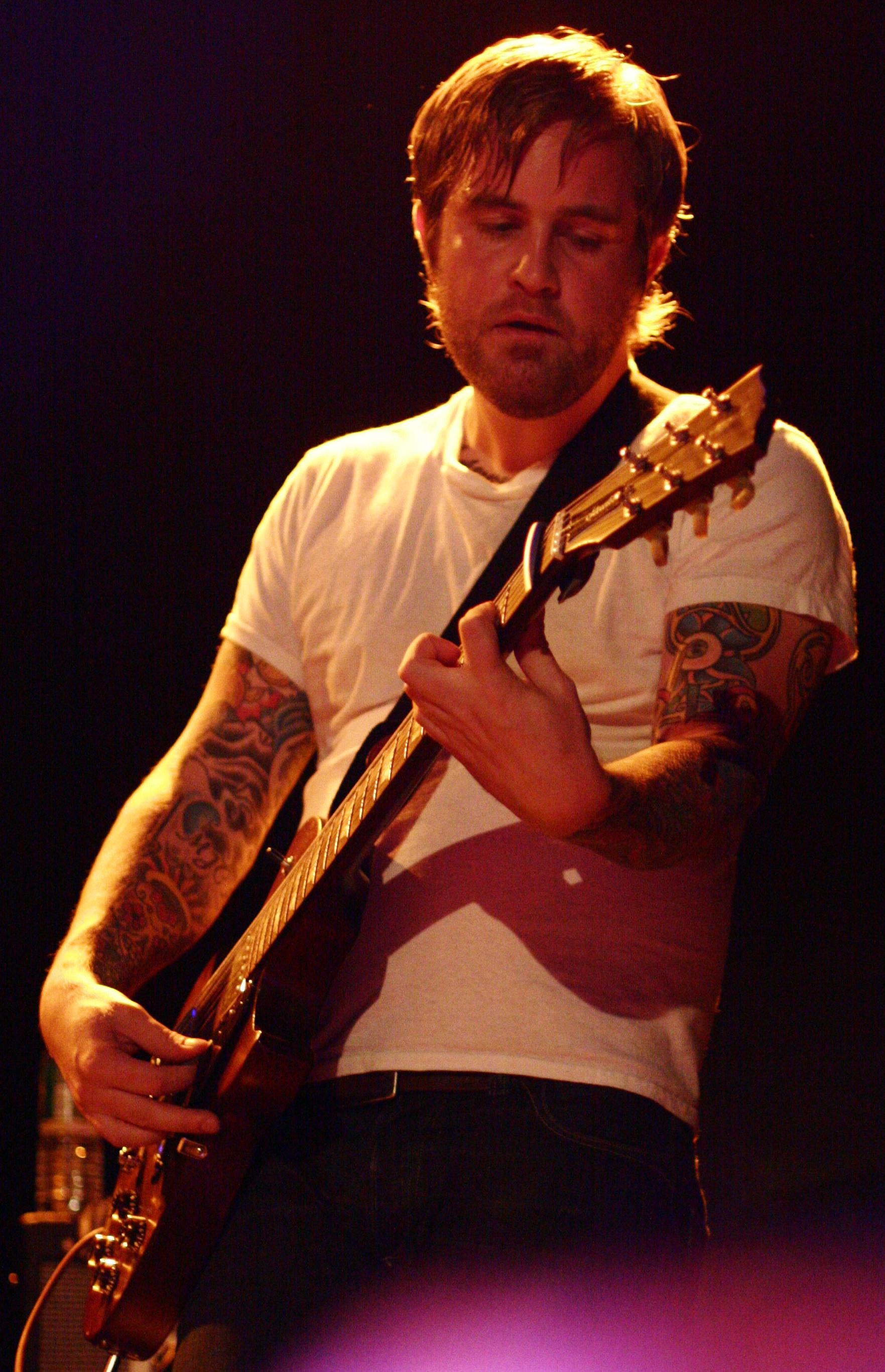
Rob Hampton